# 1998년 동계 올림픽 카자흐스탄 선수단
1998년 동계 올림픽 카자흐스탄 선수단은 1998년 2월 7일부터 2월 22일까지 일본 나가노에서 열린 1998년 동계 올림픽에 참가한 올림픽 카자흐스탄 선수단이다.

## 출전 선수
| 종목           | 남자 | 여자 | 합계 |
| -------------- | ---- | ---- | ---- |
| 바이애슬론     | 4    | 4    | 8    |
| 스키점프       | 4    | –    | 4    |
| 스피드스케이팅 | 5    | 2    | 7    |
| 아이스하키     | 22   | 0    | 22   |
| 알파인스키     | 1    | 1    | 2    |
| 크로스컨트리   | 5    | 5    | 10   |
| 프리스타일     | 1    | 1    | 2    |
| 피겨스케이팅   | 3    | 2    | 5    |
| 합계           | 45   | 15   | 60   |

## 메달 집계

### 종목별 메달 집계
| 종목           | 1 | 2 | 3 | 합계 |
| 스피드스케이팅 | 0 | 0 | 1 | 1    |
| 크로스컨트리   | 0 | 0 | 1 | 1    |
| 합계           | 0 | 0 | 2 | 2    |